# Kaplica św. Barbary w Pietraszynie
Kaplica św. Barbary – zabytkowa, neogotycka kaplica parafii św. Wacława w Krzanowicach, położona w Pietraszynie w powiecie raciborskim. Została ufundowana w 1884 roku.

## Historia
Kaplica była pierwszym obiektem sakralnym w Pietraszynie. Została ufundowana w 1884 roku przez miejscowego piekarza, Jana Trullaya i pierwotnie należała do parafii w Sudicach. Jest to neogotycka budowla zwieńczona niewielką wieżą, otynkowana i pomalowana na biało. W 1918 roku na zewnętrznej ścianie kaplicy, od strony północnej wmurowano marmurową tablicę upamiętniającą 23 mieszkańców Pietraszyna poległych w czasie I wojny światowej. W 1920 roku wytyczono nową granicę państwową, w wyniku czego Pietraszyn pozostał w Niemczech, lecz sąsiednie Sudice włączono do Czechosłowacji. Spowodowało to, iż w 1925 roku Pietraszyn wyłączono z parafii w Sudicach i odtąd podlega on parafii św. Wacława w Krzanowicach. W 1932 roku oddano do użytku kościół św. Barbary w Pietraszynie i od tego czasu kaplica nie jest już jedynym obiektem sakralnym w miejscowości. 15 maja 2009 roku obiekt wpisano do rejestru zabytków pod numerem A/239/09.